# 인스톨 (소설)
《인스톨》(일본어: インストール)은 와타야 리사의 2001년작 중편소설로, 작가의 데뷔 작품이다. 삶이 무료해진 여고생이 학교를 관두고 옆집 초등학생과 함께 위장 섹스채팅을 한다는 내용을 담고 있다. 제38회 문예상 수상작이며, 수상 당시 작가가 당시 17세의 고등학생이라는 것 때문에 큰 화제가 되었다. 대한민국에는 먼저 김난주의 번역으로 현대문학북스와 북폴리오에서 출간되었다가, 작가의 차기작 《발로 차 주고 싶은 등짝》 출간 이후 황매에서 김수현 번역으로 재출간되었다.

## 줄거리
남들과 똑같은 수험 생활에 지친 17세 여고생 아사코는 친구 고이치의 조언을 따라 엄마 몰래 학교를 결석하고 집에 틀어박힌다. 그리고 대청소를 명목으로, 돌아가신 할아버지가 남긴 고장난 컴퓨터를 포함해 방 안의 모든 물건을 내다버린다. 쓰레기장 바닥에 누워 있다가 초등학생 가즈요시를 만나고, 그에게 컴퓨터를 넘긴다.
이웃집 아오키 아주머니에게서 당혹스러운 성인용 속옷 선물을 받은 아사코는 답례로 도서상품권을 전달하려다가 그 집의 아들이었던 가즈요시와 다시 만난다. 고장난 컴퓨터는 가즈요시가 간단하게 고쳐 놓았다. 가즈요시는 시간이 많은 아사코에게 이메일 친구 '미야비'로부터 부탁받은 아르바이트를 제안하는데, 바로 성매매 업소에서 일하는 미야비 대신 미야비의 이름으로 섹스 채팅을 하며 손님들을 상대하는 것이었다. 아사코는 가즈요시의 제안을 승낙하고는 매일 학교에 가는 척하며 가즈요시 방 벽장 안에 숨어서 컴퓨터로 채팅을 하는 나날을 시작한다. 섹스에 큰 관심이 없었던 아사코는 채팅을 하면서 다양한 일을 보고 겪으며 가즈요시로부터도 여러 가지를 배운다. 그러다가 그 중 '세이지'라는 닉네임의 손님으로부터 진짜 미야비가 아님을 간파당하기도 한다.
학교를 빠진 지 한 달이 다 되어 가자 결국 아사코의 어머니도 딸이 학교를 안 나가고 있다는 것을 알게 된다. 아오키 아주머니도 벽장 안에 아사코가 숨어 있는 것을 이미 알고 있었다는 것이 밝혀진다(가즈요시와 남편은 콜라를 마시지 않는데 다 마신 콜라캔이 발견되고 있었다). 아르바이트 기간이 끝나, 아사코와 가즈요시는 진짜 미야비로부터 급료를 받지만, 아르바이트를 하며 느끼는 바가 있었던 아사코는 돈에 연연하지 않기로 하며 급료를 가볍게 써버리기로 한다.

## 등장인물
- 노다 아사코(野田朝子)

17세 여고생. 야망은 있지만 꿈과 목표가 없다고 한다. 수험 생활이 지긋지긋해지자 친구 고이치의 도움으로 학교를 빠지고 집에 틀어박힌다. 방의 모든 물건을 쓰레기장에 버리다가 초등학생 가즈요시를 만나 섹스 채팅 아르바이트를 하게 된다. 컴맹이어서 처음에는 타자도 제대로 못 치는 처지였으나 갈수록 입담과 요령이 생긴다.
한국어 출판본에서는 이름을 일관되게 '도모코'로 번역하고 있으나, 영화판을 따르면 '아사코'로 번역하는 것이 맞는다(朝子는 '도모코', '아사코' 두 가지 독법이 가능하나 일반적으로 후자의 발음이 쓰인다).
- 아오키 가즈요시(青木かずよし)

아사코네 이웃 아오키 아주머니의 초등학교 6학년짜리 아들. 명석한 학생처럼 보이지만 사실 섹스에 관심이 많다. 미야비의 부탁을 받고 아사코에게 같이 섹스 채팅 아르바이트를 해서 돈을 벌자고 제안한다.
- 미야비(雅)

가즈요시의 이메일 친구로 성매매 업소에서 일하는 26세의 유부녀이다. 일하는 성매매 업소에서 섹스 채팅 일을 시키자 가즈요시에게 자기로 가장해서 채팅 손님들을 분담해달라고 부탁하였다.
한국어판에서는 '미야비'와 '마사'가 혼용되고 있다.
- 고이치(光一)

아사코의 학교 친구. 남들과의 경쟁적인 삶에 의문을 표하는 아사코에게 학교를 결석하고 쉬라고 꼬드긴다. 담임선생님인 나쓰코와 연애중이지만 늘 나쓰코의 험담을 하고 있다.
- 아오키 아줌마(青木)

아사코네 집의 이웃이며 가즈요시의 계모다. '소나티네'라는 성인용 속옷 판매점에서 일하고 있으며 회사에서 시제품으로 나온 야한 성인용 팬티를 아사코에게 선물한다. 이 때문에 아사코는 그녀를 덜떨어진 민폐꾼으로 여기게 된다.
- 세이지(聖璽)

미야비의 손님 중 한 명으로 일반적인 손님과는 달리 고상한 대화를 하고 싶어 한다. '죽어도 타인의 장난감 노릇은 하지 말라'라는 이즈미 교카의 말을 미야비에게 남긴다.
- 나쓰코(ナツコ)

아사코와 고이치네 반 담임선생님으로 제자인 고이치와 연애중이다. 고이치의 불평에 따르면, 마조히스트이면서 남들보다 바쁘게 사는 것이 자신의 가치를 증명해준다고 믿는 사람.
- 아사코의 엄마(朝子の母)

늦게까지 일하는 회사원. 남편과는 아사코가 초등학교 6학년 때 이혼한 상태이다. 사생활 존중을 명목으로 아사코의 방에 들어가지 않는다.

## 수상
《인스톨》은 '문예'지가 주관하는 제38회 문예상을 수상하였다. 총 응모작 1592편 가운데 심사위원의 만장일치로 결정되었다. 수상 당시 작가는 17세였으며 이는 1981년도 수상자 호리타 아케미의 16세 수상기록에 이은 두 번째 최연소 등단 기록이 되었다.

## 해석

김연수의 추천사가 수록된 북폴리오판의 표지

소설가 김연수는 《인스톨》의 이야기를 '성장을 멈춘 아이에 관한 이야기이자, 그 아이의 성장에 관한 이야기'로 표현하였다. 소설의 도입부에서 아사코가 학교를 결석하고, 방을 정리하고 쓰레기장에 드러눕는 것은 죽음에 대한 은유이다. 돌아가신 할아버지의 고장난 컴퓨터 또한 아사코의 죽음을 표현하는 상징물이다. 그런 아사코의 앞에 나타나 컴퓨터를 고치고 인스톨하는 가즈요시의 모습은 희망과 성장의 가능성을 시사한다. 벽장은 성장소설에서 주로 무의식을 상징하는 요소로서, 아사코가 채팅 아르바이트를 위해 벽장에 들어가는 것은 무의식을 끄집어 내는 것으로 해석된다. 채팅에서 만난 세이지의 말 '너는 누구인가'와 '타인의 장난감은 되지 말라'는 아사코가 삶을 다시 인식하는 계기로서 이야기에서 성장의 해답을 제시한다.

## 각색
《인스톨》은 2004년에 영화로 만들어졌다. 가타오카 케이(片岡K) 감독이 연출하였고, 우에토 아야가 주인공 아사코 역, 카미키 류노스케가 가즈요시 역으로 출연하였다.
출연진은 다음과 같다.
- 우에토 아야 - 노자와 아사코(17세)
  - 하시모토 텐카 - 아사코(9세)
- 카미키 류노스케 - 아오키 가즈요시(10세)
- 나카무라 시치노스케 - 고이치
- 키쿠카와 레이 - 모모코 선생님
- 코지마 히지리 - 아오키 가요리
- 다나카 요시코 - 노자와 마리에
- 이데 카오루 - 미야비

## 한국어 번역본 정보
- 《인스톨》(김난주 옮김, 현대문학북스 펴냄, 2002년 1월 출간, ISBN 9788937830358)
- 《인스톨》(김난주 옮김, 북폴리오 펴냄, 2004년 7월 출간, ISBN 9788937830358)
- 《인스톨》(김수현 옮김, 황매 펴냄, 2008년 7월 출간, ISBN 9788991312906) - 단편 〈You Can Keep It〉 수록.